# Semiothisa rotundata
Semiothisa rotundata là một loài bướm đêm trong họ Geometridae.